# Roger Dalphin
Roger Dalphin est un acteur français né à Paris le 16 avril 1929 et mort le 27 octobre 2019 à Versailles.

## Filmographie
- 1950 : Le Château de verre de René Clément - Marcel
- 1951 : Bibi Fricotin de Marcel Blistène
- 1951 : Chacun son tour d'André Berthomieu
- 1951 : Foyer perdu de Jean Loubignac
- 1951 : La nuit est mon royaume de Georges Lacombe
- 1952 : Allô... je t'aime de André Berthomieu
- 1952 : Casque d'Or de Jacques Becker
- 1952 : La Forêt de l'adieu de Ralph Habib
- 1955 : Quatre Jours à Paris d'André Berthomieu
- 1956 : Gervaise de René Clément - Un ouvrier